# Günter Wiemann
Günter Wiemann (* 15. Mai 1922 in Oker; † 19. August 2016) war ein deutscher Professor für Sozialpädagogik an der TH Hannover und Beamter im Niedersächsischen Kultusministerium.

## Leben
Wiemann war Berufsschuldirektor in Salzgitter, Professor für Sozialpädagogik an der TH Hannover, Abteilungsleiter und Ministerialdirigent im Niedersächsischen Kultusministerium und Präsident des zentralen Lehrerfortbildungsinstituts in Niedersachsen. 
Wiemann engagierte sich im Internationalen Arbeitskreis Sonnenberg (St. Andreasberg, Harz) für internationale Projekte im Bildungsbereich. Zusammen mit der Gesellschaft für Arbeit, Technik und Wirtschaft im Unterricht (GATWU) veranstaltete er internationale Fachtagungen am Sonnenberg, in Schweden, Polen, Russland und der Schweiz. 

## Ehrungen und Auszeichnungen
- Ehrendoktor der Universität Kassel
- Ehrendoktor der Universität Hannover
- Verdienstmedaille des Landes Niedersachsen
- Oschinski-Medaille für besondere pädagogische Verdienste

## Schriften (Auswahl)
- Didaktische Modelle beruflichen Lernens im Wandel (mit CD-ROM). Vom Lehrgang zur kunden- und produktionsorientierten Lernorganisation bei MAN-Salzgitter. Bielefeld 2002, ISBN 3-7639-0972-9.
- Kurt Gellert. Ein Bauernführer gegen Hitler. Widerstand, Flucht und Verfolgung eines Sozialdemokraten. Berlin 2007, ISBN 3-86602-935-7.
- Familiensaga. Drei Generationen einer Familie auf der Suche nach Gerechtigkeit. Braunschweig 2012, ISBN 978-3-00-037576-7.
- Nistkastenbau in Bildungseinrichtungen. Eine hundertjährige Erfolgsgeschichte. Paderborn 2013, ISBN 978-3-940625-30-4.